# Idaddu II
Idaddu II, Idattu (ok. 1925–1870 p.n.e.) – król elamicki z dynastii z Simaszki, syn Tan-Ruhuratira i babilońskiej księżniczki Mekubi, wnuk Idaddu I.
W czasie panowania swego ojca był on zarządcą Suzy, gdzie prowadził intensywne prace budowlane w dzielnicy świątynnej. Jego wizerunek przetrwał na pieczęci należącej do wysokiego dostojnika dworskiego. Na Idaddu II kończy się dynastia władców z Simaszki.